# Vincenzo Fusco (militare)
Vincenzo Fusco (Seravezza, 9 luglio 1913 – Mar Mediterraneo, 13 novembre 1944) è stato un militare italiano, medaglia d'oro al valor militare alla memoria.

## Biografia
Uscito dall'Accademia di Livorno con il grado di guardiamarina nel 1933, l'anno successivo fu promosso sottotenente di vascello. Partecipò alla guerra italo-etiopica imbarcato sulla cannoniera Berta. Nel 1938, la promozione a tenente di vascello, l'imbarco sugli incrociatori "Fiume" e "Bartolomeo Colleoni", col quale eseguì una crociera in estremo oriente nel 1938.39, e quindi sulle corazzate "Andrea Doria" e "Vittorio Veneto".
Nel 1941, dopo aver frequentato la Scuola di osservazione aerea di Orbetello, operò con la 147ª Squadriglia Idrovolanti dell'Egeo e, nel novembre 1942, nella 148ª Squadriglia a Vigna di Valle, quindi nella 182ª. Nell'aprile del 1943, nuova promozione, a capitano di corvetta, e il comando della corvetta "Chimera".
Dopo l'8 settembre 1943 aderì al Regno del Sud. Il 24 luglio 1944, l'ufficiale versiliese assunse il comando della 1ª Flottiglia MAS, nei reparti della Marina cobelligerante che condussero la guerra di liberazione contro i tedeschi.
Cadde, falciato da una raffica di mitraglia, nel corso di una missione, portata a termine positivamente con la motosilurante MS 56, isolata nelle vicinanze di un porto saldamente presidiato dai tedeschi in Montenegro. L'ufficiale, che era già stato decorato di due medaglie d'argento, di una di bronzo e di una Croce di guerra, è stato insignito, alla memoria, della massima decorazione militare per quest'ultima impresa.